# Sewal de Bovill

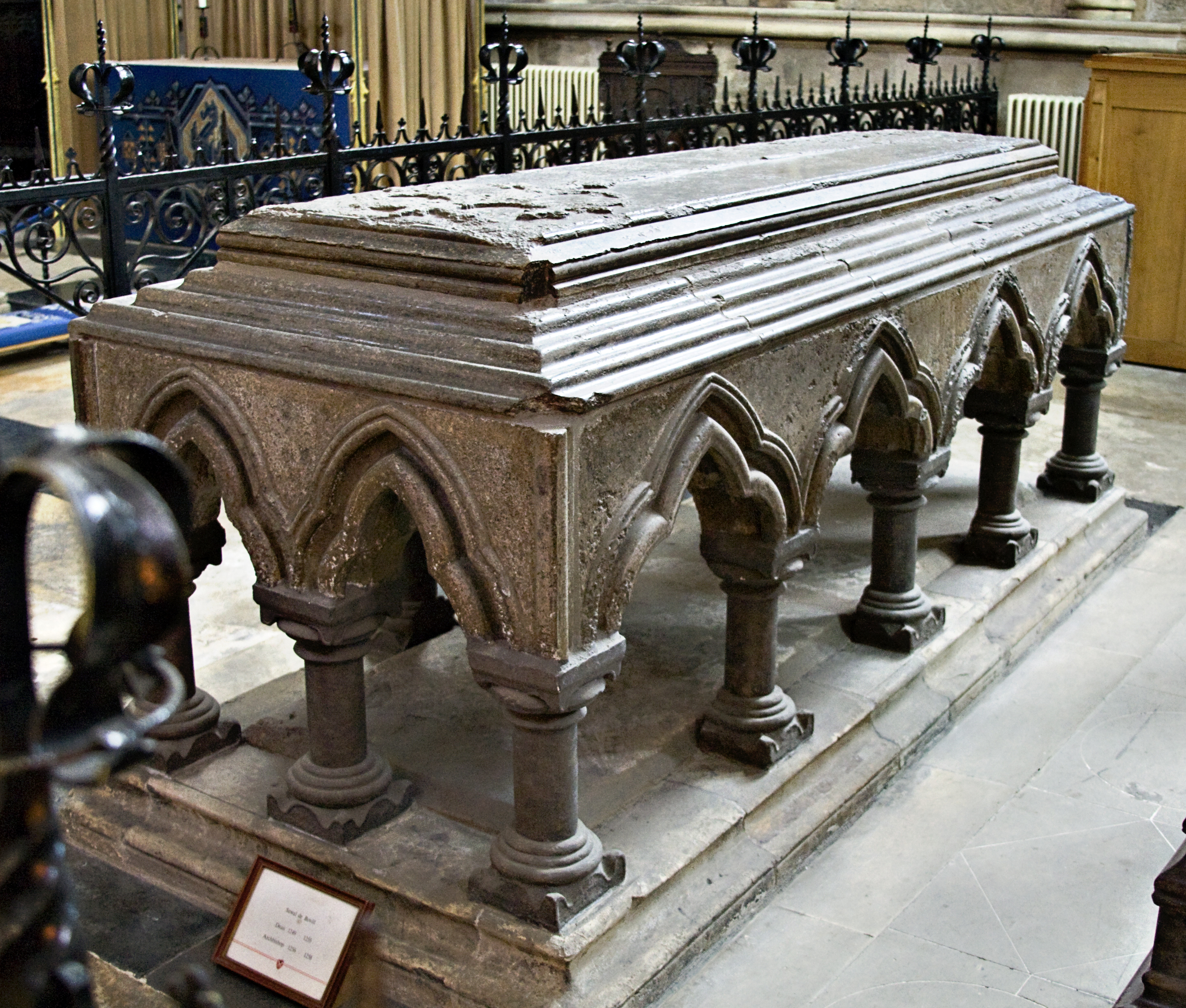
Grab von Sewal de Bovill im York Minster

Sewal de Bovill (auch Sewallus de Bowill) († 10. Mai 1258) war ein englischer Geistlicher. Ab 1256 war er Erzbischof von York.

## Aufstieg zum Bischof
Die Herkunft von Sewal de Bovill ist unbekannt, er war wahrscheinlich ein unehelicher Sohn. Er studierte in Oxford, wo Edmund of Abingdon sein Lehrer war. 1236 erhielt er Pfründen als Kanoniker in York und in Southwell. Bovill machte einen Abschluss als Doktor der Theologie und wurde vor 1244 Kanzler der Universität von Oxford. Später wurde er für seine Gelehrsamkeit gepriesen, doch von seinen Werken ist nur ein kurzer Text erhalten. Von 1245 bis 1248 war er Archidiakon von York. 1248 wurde er Dekan von York Minster. Als 1255 Erzbischof Walter de Gray starb, wählte das Kathedralkapitel Sewal zum neuen Erzbischof von York. König Heinrich III. verweigerte jedoch wegen Sewals unehelicher Geburt der Wahl seine Zustimmung. Daraufhin wandte sich das Kathedralkapitel am 1. Oktober 1255 an Papst Alexander IV., der schließlich für die uneheliche Geburt einen Dispens erteilte und die Wahl bestätigte. Im Gegenzug beanspruchte der Papst das Recht, einen neuen Dekan als Nachfolger für Sewal zu ernennen. Am 4. Mai 1256 gab der König seinen Widerstand gegen die Wahl von Seval auf, der am 23. Juli 1256 von Bischof Walter de Cantilupe von Worcester zum Erzbischof geweiht wurde. Damit war die Wahl von Sewal zum Bischof, wie bereits bei anderen Wahlen zuvor, trotz des anfänglichen Widerstands des Königs erfolgreich verlaufen.

## Erzbischof von York
Aus der kurzen Amtszeit von Sewal ist kein Register seiner Urkunden erhalten. 1257 benannte der Papst den aus Italien stammenden Jordan als neuen Dekan von York Minster. Sewal lehnte nun jedoch dessen Einsetzung ab, worauf er vom Papst exkommuniziert und als Erzbischof suspendiert wurde. Durch seinen Widerstand gegen den Papst wurde Sewal aber in York außerordentlich populär. Schließlich wurde Godfrey de Ludham als neuer Dekan eingesetzt, während Jordan mit einer Pension abgefunden wurde. Die Exkommunikation und Suspendierung wurden mit diesem Kompromiss aufgehoben.
Sewal förderte die Verehrung seines ehemaligen Lehrers, des inzwischen heiliggesprochenen Edmund of Abingdon. Im März 1257 erhielt er die Erlaubnis, zu dessen Schrein im Kloster Pontigny in Frankreich zu pilgern, doch ob er diese Reise noch unternommen hat, ist unbekannt. Am 20. Juli 1257 beauftragte ihn der König, im Streit zwischen dem schottischen König Alexander III. und dessen Baronen mit zu vermitteln. Fälschlicherweise wird auch 1257 als Sewals Todesjahr angegeben. Nach seinem Tod wurde er in York Minster beigesetzt.